# 미소나방류
미소나방류(微小-類, Microlepidoptera) 또는 소형나방류는 나비목에 속하는 곤충 분류군의 하나이다. 자연분류는 아니지만, 전통적으로 "대시류"(Macrolepidoptera)와 비교하여 작은 나방을 가리키는 데 사용한다.

## 하위 상과
- 원시나방상과 (Micropterigoidea)
- 헤테로바트미아상과 (Heterobathmioidea)
- 좀날개나방상과 (Eriocranioidea)
- 아칸톱테록테테스상과 (Acanthopteroctetoidea)
- 로포코로나상과 (Lophocoronoidea)
- 네옵세우스티스상과 (Neopseustoidea)
- 므네사르카이아상과 (Mnesarchaeoidea)
- 안데스나방상과 (Andesianoidea)
- 박쥐나방상과 (Hepialoidea)
- 꼬마굴나방상과 (Nepticuloidea)
- 곡나방상과 (Incurvarioidea)
- 팔라이파투스상과 (Palaephatoidea)
- 어리굴나방상과 (Tischeriodea)
- 시마이티스티스상과 (Simaethistoidea)
- 곡식좀나방상과 (Tineoidea)
- 가는나방상과 (Gracillarioidea)
- 집나방상과 (Yponomeutoidea)
- 뿔나방상과 (Gelechioidea)
- 알락나방상과 (Zygaenoidea)
- 유리나방상과 (Sesioidea)
- 굴벌레나방상과 (Cossoidea)
- 잎말이나방상과 (Tortricoidea)
- 뭉뚝날개나방상과 (Choreutoida)
- 우로두스상과 (Urodoidea)
- 갈락티카상과 (Galacticoidea)
- 스크렉켄스테이니아상과 (Schreckensteinioidea)
- 미나리좀나방상과 (Epermenioidea)
- 털날개나방상과 (Pterophoroidea)
- 깃털나방상과 (Aluctoidea)
- 임마상과 (Immoidea)
- 코프로모르파상과 (Copromorphoidea)
- 팔랑나비붙이상과 (Hyblaeoidea)
- 창나방상과 (Thyridoidea)
- 왈레이아나상과 (Whalleyanoidea)
- 명나방상과 (Pyraloidea)